# 三吉精密电子
三吉精密電子有限公司，簡稱三吉精密電子，以及三吉精密（英語：Miyoshi Precision Limited，SGX：M03），在1987年由日本總部的三吉工業株式會社在新加坡設立，現時管理層為辛廣華為總裁一職。
現時業務主要經營及生產電子產品，而廠房地區為新加坡、菲律賓、馬來西亞、泰國，以及中國，總部位於No 5 Second Chin Bee Road
Singapore 618772。而股份在2000年9月1日於新加坡交易所主板上市，招股價為0.265坡元，配售股份為70,690,000股，集資額為18,732,850坡元。

## 連結
- miyoshi.biz（页面存档备份，存于）